# School of Rock
School of Rock er en amerikansk film om en klasse på en amerikansk privatskole, hvor forældrene betaler 15.000$ om året for at børnene kan gå på skolen, ens skoleuniformer osv. Skuespilleren Jack Black udgiver sig for at være Hr. Schneebly men er i filmen Dewey Finn som netop er blevet sparket ud af sit gamle band No Vacancy, han brænder for sin 
rock 'n' roll, og lærer børnene om hvad Rock handler om.

## Eksterne Henvisninger
- School of Rock på Internet Movie Database (engelsk)
- School of Rock på Filmdatabasen
- School of Rock på Scope
- School of Rock i Svensk Filmdatabas (svensk)
- School of Rock på AlloCiné (fransk)
- School of Rock på MovieMeter (nederlandsk)
- School of Rock på AllMovie (engelsk)
- School of Rock hos American Film Institute (engelsk)
- School of Rocks profil hos Encyclopædia Britannica Online (engelsk)
- School of Rock på Turner Classic Movies (engelsk)